# Korrakot Pipatnadda
Korrakot Pipatnadda (thailändisch กรกฎ พิพัฒน์นัดดา, * 15. Juli 1999 in Bangkok), auch als July bekannt, ist ein thailändischer Fußballspieler.

## Karriere

### Verein
Korrakot Pipatnadda erlernte das Fußballspielen in der Schulmannschaft des Bangkok Christian College sowie in der Jugendmannschaft von Muangthong United. Bei Muangthong unterschrieb er am 1. Januar 2020 seinen ersten Profivertrag. Der Verein aus Pak Kret, einem nördlichen Vorort der Hauptstadt Bangkok, spielte in der ersten Liga, der Thai League. Am 1. Juni 2021 wechselte er auf Leihbasis zum Erstligaabsteiger Trat FC. Sein Zweitligadebüt für den Zweitligisten aus Trat gab Korrakot Pipatnadda am 11. September 2021 (2. Spieltag) im Auswärtsspiel gegen den Navy FC. Hier stand er in der Startelf und wurde nach der Halbzeitpause gegen Todsaporn Sri-reung ausgewechselt. Trat gewann das Spiel mit 3:0. Für Trat stand er in der Hinrunde zweimal zwischen den Pfosten. Zur Rückrunde 2021/22 wechselte er ebenfalls auf Leihbasis zum Zweitligisten Kasetsart FC. Für den Hauptstadtverein stand er sechsmal zwischen den Pfosten. Zu Beginn der Saison 2022/23 wechselte er im Juli 2022 ebenfalls auf Leihbasis zum Zweitligisten Udon Thani FC. Für den Verein aus Udon Thani bestritt er 13 Ligaspiele. Nach der Ausleihe kehrte er im Januar 2023 zu SCG zurück. Mit Muangthong stand er am 16. Juni 2024 im Finale des Thai League Cup. Hier verlor man mit 1:0 gegen den Erstligisten BG Pathum United FC. Im Juli 2024 wechselte er wieder auf Leihbasis zum Erstligaaufsteiger Rayong FC. Nach einer Spielzeit wurde sein Leihvertrag im Sommer 2025 in Rayong nicht verlängert und er kehrte zu Muangthong zurück.

### Nationalmannschaft
Sein Debüt in der thailändischen A-Nationalmannschaft gab der Torhüter am 17. November 2024 in einem Freundschaftsspiel gegen Laos. Bei dem 1:1-Unentschieden im Thammasat Stadium in der Provinz Pathum Thani stand er über die komplette Spielzeit auf dem Platz.

## Erfolge
Muangthong United
- Thailändischer Ligapokalfinalist: 2023/24